# 1959–1960-as olasz labdarúgókupa
Az 1959–1960-as olasz labdarúgókupa az olasz kupa 13. kiírása. A kupát a Juventus nyerte meg immáron negyedszer.

## Eredmények

### Első forduló
| 1. csapat         | Eredmény | 2. csapat         |
| ----------------- | -------- | ----------------- |
| Como              | 2–1      | Lecco             |
| Messina           | 1–0      | Catanzaro         |
| Udinese           | 3–2      | Triestina         |
| Brescia           | 4–6      | Modena            |
| Lanerossi Vicenza | 1–0      | Marzotto Valdagno |
| Parma             | 1–5      | SPAL              |
| Bari              | 3–1      | Taranto           |
| Napoli            | 4–0      | Sambenedettese    |
| Roma              | 4–0      | Cagliari          |
| Padova            | 3–2      | Verona            |
| Sampdoria         | 1–0      | Novara            |
| Reggiana          | 3–2      | Mantova           |
| Monza             | 0–1      | Alessandria       |
| Palermo           | 2–01     | Catania           |

1 - Az olasz szövetség döntése alapján.

### Második forduló
A fordulóban csatlakozó csapatok: Atalanta, Milan.
| 1. csapat | Eredmény | 2. csapat         |
| --------- | -------- | ----------------- |
| Padova    | 3–2      | Udinese           |
| SPAL      | 1–0      | Lanerossi Vicenza |
| Reggiana  | 2–1      | Modena            |
| Atalanta  | 5–0      | Alessandria       |
| Roma      | 0–2      | Sampdoria         |
| Napoli    | 1–0      | Bari              |
| Palermo   | 1–0      | Messina           |
| Milan     | 0–1      | Como              |

### Nyolcaddöntő
A fordulóban csatlakozó csapatok: Bologna, Fiorentina, Genoa, Internazionale, Juventus, Lazio, Torino, Venezia.
| 1. csapat      | Eredmény | 2. csapat |
| -------------- | -------- | --------- |
| Padova         | 0–21     | Torino    |
| Venezia        | 2–1      | SPAL      |
| Fiorentina     | 2–0      | Como      |
| Juventus       | 5–4      | Sampdoria |
| Bologna        | 1–0      | Napoli    |
| Lazio          | 2–1      | Palermo   |
| Atalanta       | 2–0      | Genoa     |
| Internazionale | 5–2      | Reggiana  |

1 - Az olasz szövetség döntése alapján.

### Negyeddöntő
| 1. csapat  | Eredmény       | 2. csapat      |
| ---------- | -------------- | -------------- |
| Atalanta   | 2–2 (Te.: 4-4) | Juventus1      |
| Fiorentina | 2–1            | Internazionale |
| Torino     | 1–0            | Venezia        |
| Bologna    | 2–3            | Lazio          |

1 - Az olasz szövetség döntése alapján.

### Elődöntő
| 1. csapat  | Eredmény | 2. csapat |
| ---------- | -------- | --------- |
| Juventus   | 3–0      | Lazio     |
| Fiorentina | 5–3      | Torino    |

### Döntő
| 1960. szeptember 18. | Juventus                            | 3 – 2 (h.u.) | Fiorentina                | San Siro, Milánó Nézőszám: – Játékvezető: Raoul Righi |
| 1960. szeptember 18. | Charles 10' 73' Micheli 98' (öngól) | (1–1)        | 45' Montuori 61' Da Costa | San Siro, Milánó Nézőszám: – Játékvezető: Raoul Righi |

| Az 1959–1960-as olasz labdarúgókupa győztese: |
| --------------------------------------------- |
| Juventus 4. cím                               |